# UDP-glukoza—glikoprotein glukoza fosfotransferaza
UDP-glukoza—glikoprotein glukoza fosfotransferaza (EC 2.7.8.19, UDP-glukoza:glikoprotein glukoza-1-fosfotransferaza, GlcPTaza, Glc-fosfotransferaza, uridin difosfoglukoza-glikoprotein glukoza-1-fosfotransferaza) je enzim sa sistematskim imenom UDP-glukoza:glikoprotein-D-manoza glukozafosfotransferaza. Ovaj enzim katalizuje sledeću hemijsku reakciju
UDP-glukoza + glikoprotein D-manoza {\displaystyle \rightleftharpoons } UMP + glikoprotein 6-(D-glukoza-1-fosfo)-D-manoza
Penultimatni manozni ostaci oligo-manoznog tipa glikoproteina mogu da deluju kao akceptori.

## Literatura
- Nicholas C. Price; Lewis Stevens (1999). Fundamentals of Enzymology: The Cell and Molecular Biology of Catalytic Proteins (Third изд.). USA: Oxford University Press. ISBN 019850229X.
- Eric J. Toone (2006). Advances in Enzymology and Related Areas of Molecular Biology, Protein Evolution (Volume 75 изд.). Wiley-Interscience. ISBN 0471205036.
- Branden C; Tooze J. Introduction to Protein Structure. New York, NY: Garland Publishing. ISBN 0-8153-2305-0.
- Irwin H. Segel. Enzyme Kinetics: Behavior and Analysis of Rapid Equilibrium and Steady-State Enzyme Systems (Book 44 изд.). Wiley Classics Library. ISBN 0471303097.

## Spoljašnje veze
- UDP-glucose---glycoprotein+glucose+phosphotransferase на 